# 鴻山荀氏
鴻山荀氏（ホンサンスンし、 朝鮮語: 홍산순씨）は、朝鮮の氏族の一つ。本貫は忠清南道扶餘郡である。2015年の調査では、748人である。
荀氏は中国の河南省に起源を持ち、周の文王が息子を荀侯に封じて荀氏を創始した。鴻山荀氏の始祖の荀慶震はその一族に生まれ、高麗時代に進士を務めた。